# Tour Eria
La Tour Eria è un grattacielo di uffici, negozi e altre attività situato nel quartiere degli affari di La Défense vicino a Parigi, Francia (precisamente a Puteaux). Costruita nel 2021, prende il posto della Tour Arago distrutta nel 2017.
In particolare, è destinato ad ospitare nel settembre 2021 il “Campus Cyber” deciso dal Presidente della Repubblica Emmanuel Macron e le attività di formazione in cybersecurity.